# Ricote
Ricote település Spanyolországban, Murciában. Ricote Cieza, Abarán, Blanca, Ojós, Campos del Río és Mula községekkel határos. Lakosainak száma 1212 fő (2024).

## Népesség
A település népessége az elmúlt években az alábbi módon változott:
| Lakosok száma | 1561 | 1509 | 1531 | 1519 | 1452 | 1398 | 1315 | 1264 | 1275 | 1212 |
|               | 2001 | 2004 | 2007 | 2009 | 2012 | 2014 | 2017 | 2019 | 2022 | 2024 |